# Hermann Lebert
Pour les articles homonymes, voir Lebert.
Hermann Lebert est un médecin et un naturaliste prussien, né à Breslau le 9 juin 1813 et décédé le 1er août 1878 à Bex (Suisse).

## Biographie
Son nom de naissance était Hermann Lewy. Il étudie la médecine et les sciences naturelles d’abord à Berlin puis à Zurich où il reçoit l’enseignement de Johann Lukas Schönlein. Après l’obtention de son doctorat en médecine à Zurich (1834), il voyage à travers la Suisse, et se consacre à des études de botanique. Il passe ensuite une année et demie à Paris à compléter sa formation médicale auprès de Guillaume Dupuytren et de Pierre-Charles Alexandre Louis. En 1838, il s’installe à Bex, dans le canton de Vaud, et par la suite partage son activité entre cette petite ville et Paris. De 1842 à 1845, il se consacre surtout à l’anatomie comparée, une discipline pour laquelle son intérêt était apparu durant ses voyages d’étudiant sur les côtes de Normandie et dans les îles Anglo-Normandes en compagnie de Charles Philippe Robin.
Sur mission du gouvernement, il collecte des spécimens pour le Musée Orfila. Après un séjour à Berlin durant l’hiver 1845-1846 Lebert s’installe à Paris, où il exerce la médecine tout en continuant ses travaux scientifiques. En 1853, il accepte la proposition d’un poste de professeur de médecine clinique à Zurich et six ans plus tard devient titulaire du même poste à Breslau. Il prend sa retraite en 1874 à Bex, où il passe ses dernières années.
Lebert fut parmi les premiers à utiliser le microscope en anatomie pathologique et contribua par là de façon décisive à la fois à la pathologie et à la médecine clinique.

## Œuvres
Dans le domaine de l'arachnologie ses principales publications furent :
- Lebert, 1877 : Die Spinnen der Schweiz, ihr Bau, ihr Leben, ihre systematische Ubersicht. Neue Denkscher Algemein Schweiz Gesellschaft Ges Naturweiss, vol. 27, p. 1-321.
- Lebert, 1874 : Über den Werth und die Bereitung des Chitinskeletes der Arachniden für mikroskopische Studien. Sitzungsberichte der Kaiserlichen Akademie der Wissenschaften. Mathematisch-Naturwissenschaftliche Classe, Wien, vol. 69, p. 605-657.
- Lebert, 1874 : Hydrachnides. Matériaux pour servir à l'étude de la faune du Lac Léman. Bulletin de la Société Vaudoise des Naturelles, Genève (Nouvelle Série), vol. 13, p. 61-94.
- Lebert, 1875 : Hydrachnides du Léman. Archives des Sciences Physiques et Naturelles de Genève (n.s.), vol. 52, p. 69-71.
- Lebert, 1875 : Über Wasserspinnen des Genfer Sees. Jahresb. der Schlesischen Gesell. für vaterländische Cultur, Breslau, vol. 52, p. 43-44.
- Lebert, 1878 : Hydrachnides de la faune profonde du Léman. Campognatha Schnetzleri (nov. sp.). Matériaux pour servir à l'étude de la faune du Lac Léman. Bulletin de la Société Vaudoise des Naturelles, Genève (Nouvelle Série), vol. 15, p. 497-535.
- Lebert, 1879 : Description de quelques espèces nouvelles d'Hydrachnides du Lac Léman. Bulletin de la Société des Vaudoise des Sciences Naturelles, ser. 2, vol. 16, p. 327-377 (Mémoire posthume).

Dans le domaine médical ses principales publications furent les suivantes :
- Physiologie pathologique. 2 Volumes et Atlas. Paris, Baillière, 1845.
- Über Gehirnabscesse. [Virchows] Archiv für pathologische Anatomie und Physiologie und für klinische Medicin, Berlin, 1856, 10: 78–109, 352–400, 426–468.
- Traité d’anatomie pathologique générale et spéciale. 2 volumes. Paris, Baillière, 1857 and 1861.
- Handbuch der praktischen Medicin. 2 Volumes. Tübingen, 1855, 1856.
- Handbuch der allgemeinen Pathologie und Therapie. Tübingen, 1865.
- Quelques expériences sur la transmission par inoculation des tubercules. Bulletin de l’Académie de médecine, Paris, 1866, 32: 119–151.
- Grundzüge der ärztlichen Praxis. 3 Lieferungen. 1866.
- Traité pratique des maladies scrofuleuses et tuberculeuses, Paris, 1849.
- Traité pratique des maladies cancéreuses. Paris, 1851.
- Klinik der Brustkrankheiten. 2 Volumes. Tübingen, 1874.
- Die Krankheiten des Magens. Tübingen, 1878.
- Die Krankheiten der Blut- und Lymphgefässe. In: (Rudolf Virchows) Handbuch der speciellen Pathologie und Therapie, Band 5, Teil 2: 1–152. 1. Aufl., Erlangen 1861 (6 Bände, Erlangen, 1854–1876).